# Aphredoderus
Aphredoderus is een geslacht van straalvinnige vissen uit de familie van de Piraatbaarzen (Aphredoderidae).

## Soorten
- Aphredoderus sayanus (Gilliams, 1824)